# Bugembe
Bugembe – miasto w Ugandzie, w dystrykcie Jinja.